# 유안 (광향절후)
유안(劉安, ? ~ ?)은 전한의 제후로, 평간경왕의 손자이다.

## 행적
아버지 유명의 뒤를 이어 광향후(廣鄕侯)에 봉해졌다. 시호를 절이라 하였고, 작위는 아들 유주제가 이었다.

## 출전
- 반고, 《한서》 권15하 왕자후표 下

| 선대 아버지 광향효후 유명 | 전한의 광향후 ? ~ ? | 후대 아들 광향희후 유주제 |